# 삼작로
삼작로는 경기도 부천시 오정구 삼정동에서 원미구 도당동과 오정구 여월동과 성곡동을 거쳐 경기도 부천시 오정구 내동을 잇는 도로이다. 국도 제39호선의 일부를 이룬다.